# Tudun
Tudun je bil v nekdanjih bolgarskih, avarskih in gokgturških cesarstvih, predvsem pa v  Hazarskem in Avarskem kaganatu, kaganov namestnik, ki je imel nadzorno in organizacijsko funkcijo v mestnih upravah. Poleg tega je lahko imel tudi vlogo diplomata. 
Tudun je imel verjetno precej široka pooblastila, ki so bila primerljiva s pooblastili  kanclerja, saj Frankonski kronist o njem piše: "qui in gente et regno Avarorum magnam potestatem habebat" (ki je imel v avarskem kraljestvu veliko oblast)
Tudun je bil lahko imenovan tudi v mestih pod tujo oblastjo, na primer v Bizantinskem cesarstvu na Krimu, vendar je bila njegova oblast  de facto omejena samo na mesta pod oblastjo vladajočega kagana.